# Nedakonice
Nedakonice (en allemand : Nedakonitz) est une commune du district d'Uherské Hradiště, dans la région de Zlín, en Tchéquie. Sa population s'élevait à 1 590 habitants en 2020.

## Géographie
Nedakonice se trouve sur la rive droite de la Morava, à 9 km au sud-ouest du centre d'Uherské Hradiště, à 30 km au sud-sud-ouest de Zlín, à 73 km à l'est-sud-est de Brno et à 243 km au sud-est de Prague.
La commune est limitée par Boršice au nord, par Kostelany nad Moravou et Ostrožská Nová Ves à l'est, par Uherský Ostroh au sud et par Polešovice à l'ouest.

## Histoire
La première mention écrite du village date de 1220.